# Province de Hà Giang

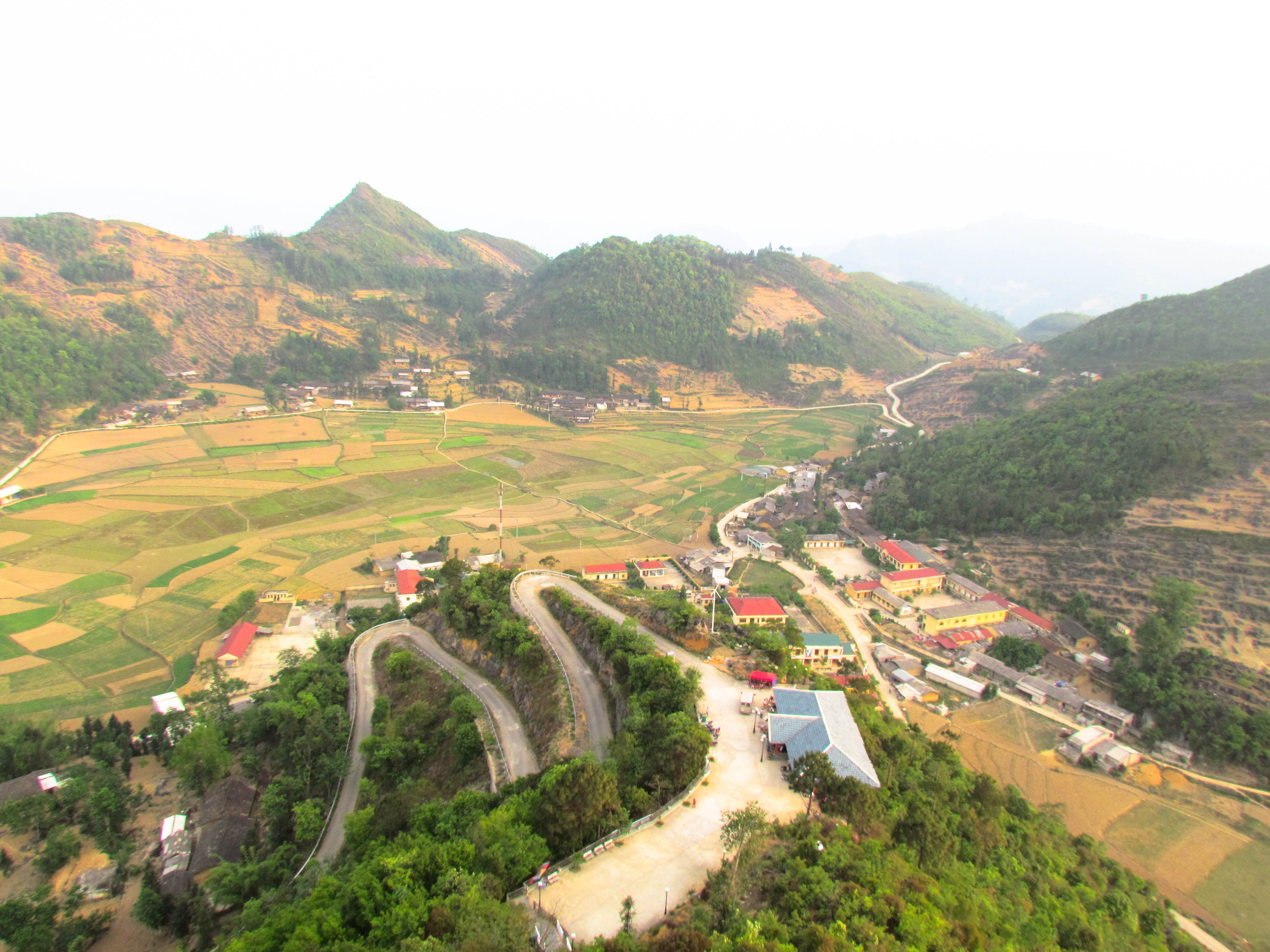
Province de Ha Giang.

La province de Ha Giang (vietnamien : Hà Giang) est une province du nord du Vietnam, située dans la région du nord-est. Elle partage une frontière longue de 275 km avec la province du Yunnan, dans le sud de la Chine.
Ha Giang est une des provinces les plus pauvres du pays à cause de sa topographie montagneuse et du manque de potentiel pour le développement agricole. Cependant, depuis quelques années, la situation économique s’améliore grâce au développement du tourisme.
Ha Giang couvre la superficie de 7884,37 km² et présente une topographie montagneuse. Elle comptait 792 472 habitants (environ vingt ethnies minoritaires).

## Géographie
Se situant à l’extrême Nord du Vietnam, Ha Giang est entourée par les provinces de Cao Bang (viernamien : Cao Bằng), Tuyen Quang (vietnamien : Tuyên Quang), Laocai (vietnamien : Lào Cai) et Yen Bai (vietnamien : Yên Bái) et partage une frontière avec le sud de la Chine.

### Typologie
La typologie de la province de Ha Giang est complexe, divisée en trois régions. Premièrement, les hautes montagnes rocheuses du nord (dont les sommets Tay Con Linh à 2 419 m et Kieu Lieu Ti à 2 402 m sont les plus hauts) se trouvent près du tropique du Cancer, avec de grandes pentes, des vallées, des rivières et des ruisseaux séparés. Deuxièmement, les montagnes moyennes de l’ouest appartiennent aux blocs de montagne de la rivière Chay, où se situent de hauts cols, des vallées étroites et des ruisseaux. La région la plus basse de la province se compose de la vallée de la rivière Lo et de la ville de Ha Giang.

### Climat
Le climat est divisé en deux saisons distinctes : humide et sèche, mais il a tendance à varier en fonction de l’altitude. La température est de 1 °C en hiver. Elle atteint 24 °C, en été.

## Population

### Démographie
Selon une enquête en 2014, la population de la province est de 792 472 habitants, dont 53 097 vivent dans la ville de Ha Giang. La densité de population est de 96 hab./km2.

### Ethnies
Environ vingt ethnies minoritaires vivent dans les différentes régions, dont les Hmong représentant 32 % de la population totale de la province, les Tay  23,3 %, les Dao  15,1 %, les Việt  13,3 %, les Nung  9,9 %, etc.
Cette configuration ethnographique a évolué au fil des siècles puisque c’est l’ethnie Thai qui occupait principalement ce territoire du XVe au XVIIe siècle. Ils le cédèrent à la Chine avant que l’empire chinois ne le redonne au Vietnam à la fin du XVIIIe siècle.

## Administration
Ha Giang se compose de onze unités administratives dont la capitale de la province, également appelée Hà Giang et de dix districts : 
- Bắc Mê
- Bắc Quang
- Đồng Văn
- Hoàng Su Phì
- Mèo Vạc
- Quản Bạ
- Quang Binh
- Vị Xuyên
- Xín Mần
- Yên Minh

## Sites touristiques

### Plateau calcaire de Dong Van
Le plateau calcaire de Dong Van est l’une des régions calcaires exceptionnelles du Vietnam, avec une grande biodiversité et des traditions culturelles originales. Ce plateau, le plus vaste du Vietnam, s’étend sur plus de 2 000 km² et sur quatre districts de la Province (Quan Ba, Yen Minh, Deng Van et Meo Vac). En octobre 2010, il a été reconnu membre du Réseau global des parcs géologiques (GGN). Il est donc devenu le premier parc géologique du Vietnam.

### Quan Ba
À 46 km au nord de la ville de Ha Giang se trouvent la porte du ciel et les montagnes jumelles Quan Ba rappelant les seins des femmes. Avec une situation géographique favorable et un climat frais et agréable, ses rizières en terrasses deviennent des sites touristiques attrayants.

### Résidence de la famille des Vuong
Située sur une petite colline dans la vallée, à Sà Phìn, derrière la porte du ciel Quan Ba, la résidence de la famille des Vuong a été autrefois la maison la plus puissante de la terre de Ha Giang. Elle est construite selon la forme du caractère chinois 王 (Vuong - Le Roi).

### Tour du drapeau deLung Cu
Elle est située dans l’extrême nord du Vietnam. Passer une route de 1,5 km, 389 marches d’escalier de roche et 140 marches à l’intérieur de la tour afin d’accéder au sommet de la tour de Lung Cu, où se trouve un drapeau national d’une superficie de 54 m2, représentant 54 groupes ethniques du Vietnam, est une activité  populaire pour les touristes.

### Col de Ma Pi Leng
Ma Pi Leng est le passage reliant les deux districts de Dong Van et Meo Vac. Il est connu comme étant l’un des quatre cols les plus grands du Vietnam par sa longueur d’environ 20 km et son altitude de 2 000 m.
En dehors des sites ci-dessus, les rizières en terrasse de Hoang Su Phi, le village des Lolo, le vieux quartier de Dong Van, la saison de la fleur de sarrasin, les marchés des ethnies minoritaires contribuent au développement du tourisme de Ha Giang.

### Hoang Su Phi
Hoang Su Phi est un district montagneux réputé pour ses rizières en terrasse. Il se situe dans la partie ouest de la Province de Ha Giang. Les membres de l'ethnie Dao sont les principaux résidents de cette zone. 

## Fêtes
Chaque ethnie minoritaire a ses fêtes traditionnelles, qui ont lieu, pour la plupart, au printemps, à l’occasion du nouvel an. Ces manifestations annuelles ont pour but de prier pour une bonne récolte, le bonheur, la santé, etc. Il existe par exemple : la danse au feu des Pa Then, la fête Long Tong, le marché d’amour de Khau Vai, la célébration de la nouvelle maison des Lolo…
L’ethnie Pa Then organise chaque année le Festival de « la danse du feu » qui commence à la mi-octobre dans le calendrier lunaire (vers novembre – décembre pour le calendrier romain). 
L’ethnie Lolo, quant à elle, organise tous les ans à la fin de la saison sèche (mois de mars du calendrier romain) la « prière pour la pluie ».